# Erodius quadrilineatus
Erodius quadrilineatus là một loài bọ cánh cứng trong họ Tenebrionidae. Loài này được Kraatz miêu tả khoa học năm 1865.